# Graphiurus microtis
Graphiurus microtis là một loài động vật có vú trong họ Gliridae, bộ Gặm nhấm. Loài này được Noack mô tả năm 1887.